# Automobiles Dumont
Automobiles Dumont war ein französischer Hersteller von Automobilen.

## Unternehmensgeschichte
Das Unternehmen aus Asnières-sur-Seine begann 1912 mit der Produktion von Automobilen. Der Markenname lautete Dumont. 1913 wurde die Produktion eingestellt.

## Fahrzeuge
Das einzige Modell war mit einem großen Einzylindermotor mit 1335 cm³ Hubraum ausgestattet. Die Zylinderbohrung betrug 100 mm, der Kolbenhub 170 mm. Die Kraftübertragung erfolgte mittels eines Friktions- bzw. Reibradgetriebes. Die Karosserie bot Platz für vier Personen.